# 佐倉市立佐倉小学校
佐倉市立佐倉小学校（さくらしりつ さくらしょうがっこう）は、千葉県佐倉市新町にある公立小学校。

## 概要
1992年より、北海道河東郡士幌町立佐倉小学校との交流事業を行っていたが、2020年3月の士幌佐倉小の閉校に伴い、交流事業も終了した。

## 沿革
- 1872年（明治5年） 
  - 新町小学校として開校
- 1888年（明治21年） 
  - 佐倉尋常小学校に改称
- 1890年（明治23年） 
  - 佐倉町佐倉西尋常小学校に改称
- 1910年（明治43年） 
  - 佐倉町佐倉尋常高等小学校に改称
- 1937年（昭和12年） 
  - 佐倉町佐倉第一尋常小学校に改称
- 1941年（昭和16年） 
  - 国民学校令施行により、佐倉町佐倉第一国民学校に改称
- 1947年（昭和22年） 
  - 学校教育法施行により、佐倉町佐倉第一小学校に改称
- 1951年（昭和26年）
  - 校歌制定
- 1954年（昭和29年） 
  - 佐倉町ほか5町村の市制施行により、佐倉市立佐倉第一小学校に改称
- 1961年（昭和36年）
  - プール新設
  - 精神薄弱障害学級開設
- 1973年（昭和48年）
  - 創立100周年記念式典
  - 言語障害学級開設
- 1975年（昭和50年）
  - 佐倉小学校から分離し、佐倉市立佐倉東小学校が開校
- 1976年（昭和51年）
  - 情緒障害学級開設
- 1979年（昭和54年） 
  - 佐倉市立佐倉小学校に改称
- 1992年（平成4年）
  - 北海道士幌町立佐倉小学校との交流事業開始
- 2004年（平成16年）
  - 佐倉小学校から分離し、佐倉市立白銀小学校が開校
- 2008年（平成20年）
  - 3学期制から2学期制へ移行
- 2013年（平成25年）
  - 創立140周年記念式典
  - プール施設撤去
- 2014年（平成26年）
  - プール跡地に「まごころ広場」設置
- 2020年（令和2年）
  - 士幌町立佐倉小学校の閉校に伴い、交流事業が終了

## 校歌
1951年制定
- 作詞：薮田義雄
- 作曲：重松昭博

## 通学区域
田町、海隣寺町の一部、並木町、宮小路町、鏑木町の一部、鏑木仲田町の一部、新町、裏新町、中尾余町、最上町、弥勒町、野狐台町、鍋山町、栄町、城内町、鏑木町一丁目、鏑木町二丁目、山崎の一部、六崎の一部、表町一丁目、表町二丁目、表町三丁目、表町四丁目

## 児童数
2021年4月現在の児童数は以下の通り。
- １年  88名
- ２年  87名
- ３年  102名
- ４年  92名
- ５年  73名
- ６年  106名
- 合計  566名

特別支援学級として「ふじの木学級」が、個別支援学級として「スマイルルーム」がそれぞれ設置されており、全体で18名が在籍している。

## 主な進学先中学校
- 佐倉市立佐倉中学校
- 佐倉市立佐倉東中学校

## 著名な卒業生
- 堀越のり（元タレント）

## 交通
- 京成電鉄京成本線京成佐倉駅徒歩5分

## 周辺の施設
- 甚大寺
- 佐倉新町郵便局
- 佐倉新町お囃子館
- 佐倉市立佐倉図書館
- 佐倉市立美術館
- 千葉県立佐倉高等学校